# Locuzioni latine
Elenco delle locuzioni latine, molte delle quali in uso presso gli antichi Romani.

## A
- A bene placito
- A caelo usque ad centrum
- A capite ad calcem
- A communi observantia non est recedendum
- A contrariis (o A contrario)
- A cruce salus
- A Deo rex, a rege lex
- A Deucalione
- A divinis
- A falsis principiis proficisci
- Affectio societatis
- A fortiori ratione (o A fortiori)
- A latere
- A mari usque ad mare
- A mortuo tributum exigere
- A non domino
- A pedibus usque ad caput
- A posse ad esse non valet consequentia (o A posse ad esse)
- A posteriori
- A priori
- A quo
- A remotis
- A sacris
- Ab absurdo
- Ab abusu ad usum non valet consequentia
- Ab aestu et tempestate
- Ab aeterno
- Ab antiquo
- Ab assuetis non fit passio
- Ab epistulis
- Ab equinis pedibus procul recede
- Ab esse ad posse
- Ab extra
- Ab hinc (o Abhinc)
- Ab hoc et ab hac
- Ab illo tempore
- Ab imis fundamentis (o Ab imis)
- Ab immemorabili
- Ab imo corde
- Ab imo pectore
- Ab inconvenienti
- Ab incunabulis
- Ab initio
- Ab intestato
- Ab intra
- Ab Iove principium
- Ab irato
- Ab origine
- Ab ovo usque ad mala
- Ab ovo
- Ab tam tenui initio tantae opes sunt profligatae
- Ab uno disces omnis (o Ab uno disces omnes)
- Ab Urbe condita
- Aberratio delicti
- Aberratio ictus
- Abrogata lege abrogante non reviviscit lex abrogata
- Absens haeres non erit
- Absente reo
- Absentem laedit, qui cum ebrio litigat
- Absit iniuria verbis (o Absit iniuria verbo)
- Absit invidia
- Absit omen
- Absolutio ab actione
- Absolutum dominium
- Absolvo
- Absque hoc
- Abstine et sustine
- Abundans cautela non nocet
- Abusus non tollit usum
- Abyssus abyssum invocat
- Accessit
- Accessorium sequitur principale
- Accessus
- Accidere ex una scintilla incendia passim
- Accipe hoc
- Accipio omen
- Accusare nemo se debet nisi coram Deo
- Acetum habet in pectore
- Acta agere
- Acta deos numquam mortalia fallunt
- Acta est fabula, plaudite! (o Acta est fabula plaudite)
- Acta non verba
- Acta Sanctorum
- Actio adversus iudicem que litem sua fecit
- Actio libera in causa
- Actio nondum nata non praescribitur
- Actio personalis moritur cum persona
- Actioni non natae non praescribitur
- Actor sequitur forum rei
- Actore non probante, reus absolvitur
- Actus me invito factus non est meus actus
- Actus non facit reum nisi mens sit rea
- Actus reus
- Ad absurdum
- Ad abundantiam
- Ad acta
- Ad aperturam libri
- Ad arbitrium
- Ad astra
- Ad astra per alas porci
- Ad audiendum verbum
- Ad augusta per angusta
- Ad bestias
- Ad captandam benevolentiam
- Ad captandum vulgus
- Ad eundem
- Ad explorandum
- Ad fontes
- Ad fundum
- Ad gloriam
- Ad hoc
- Ad hominem (o Ad hominem tu quoque)
- Ad honorem
- Ad horas
- Ad impossibilia nemo tenetur
- Ad infinitum
- Ad instar
- Ad interim
- Ad kalendas graecas
- Ad libitum
- Ad limina
- Ad litem
- Ad lucem
- Ad maiora
- Ad maiorem Dei gloriam (o Ad maiorem regis gloriam)
- Ad maiorem rei memoriam (A.M.R.M.)
- Ad meliora
- Ad montem duc nos
- Ad mortem
- Ad multos annos!
- Ad nauseam
- Ad nutum
- Ad oculum (o Ad oculos)
- Ad patres
- Ad pedem litterae
- Ad perpetuam memoriam (o Ad perpetuam rei memoriam)
- Ad personam
- Ad pondus omnium
- Ad probationem
- Ad proximum antecedens fiat relatio, nisi impediatur sententia
- Ad quem
- Ad quod damnum
- Ad referendum
- Ad rem
- Ad rivun eundem
- Ad sidera
- Ad substantiam
- Ad terminum qui praeteriit
- Ad undas
- Ad unguem
- Ad unum
- Ad usum Delphini
- Ad usum fabricae (o Ad Urbis fabricam)
- Ad usum proprium
- Ad utrumque paratus
- Ad valorem
- Ad veritatem
- Ad victoriam
- Ad vitam aeternam
- Ad vitam aut culpam
- Adaequatio intellectus et rei
- Adaequatio intellectus nostri cum re
- Adde parvum parvo, magnus acervus erit
- Addenda
- Addenda et corrigenda
- Addendum
- Addito salis grano
- Adducere inconveniens non est solvere argumentum
- Adfines inter se non sunt adfines
- Adfinitas in coniuge superstite non deletur
- Adfinitas iure nulla successio permittitur
- Adiaphora
- Adoptio naturam imitatur
- Adsum
- Adtemptata pudicitia
- Adulatio perpetuum malum regum
- Advenarum coemptio
- Adversis rerum immersabilis undis
- Adversus hostem aeterna auctoritas
- Adversus solem ne loquitor
- Advocatus diaboli
- Aegri somnia
- Aegroto dum anima est, spes est
- Aequam memento servare mentem
- Aequat omnes cinis
- Aeque principaliter
- Aequo animo
- Aequo pulsat pede
- Aere perennius
- Aes triplex
- Aesopi graculus
- Aetatis suae
- Aetat
- Aeternum vale
- Aetiopem dealbare
- Affectionis vel benevolentiae causa (o benevolentiae vel affectionis causa)
- Affidavit
- Affirmanti incumbit probatio
- Age quod agis
- Agere sequitur credere
- Agere sequitur esse (o Agere sequitur)
- Agnosco stilum Romanae ecclesiae
- Agnosco veteris vestigia flammae
- Agnus Dei
- Albo notanda lapillo
- Albo signanda lapillo
- Alea iacta est
- Alenda lux ubi orta libertas
- Alere flammam
- Alias
- Alibi
- Aliena vitia in oculis habemus a tergo nostra sunt
- Alieni iuris
- Aliorum medicus, ipse ulceribus scates
- Aliquando et insanire iucundum est
- Aliquid dare, aliquid retinere
- Aliquid stat pro aliquo
- Aliquis non debet esse iudex in propria causa (o Nemo iudex in re propria o Nemo est iudex in propria causa)
- Alis aquilae
- Alis grave nil
- Alis volat propriis (o Alis volat propris)
- Aliud est celare, aliud tacere
- Aliud est cito surgere, aliud est non cadere
- Aliud pro alio
- Alius et idem
- Alma mater
- Alpha et omega
- Alter ego
- Alteri saeculo
- Alterius non sit qui suus esse potest
- Alterum non laedere
- Alumnus o Alumna
- Ama mihi cum mererem minus, quoniam erit cum ne egerent
- Ama tamquam osurus
- Amantes amentes
- Amaritudo ipsa ridicula est
- Amat victoria curam
- Ames parentem si aequus est, aliter feras
- Amice, ad quid venisti?
- Amici inest adulatio
- Amici vitia si feras, facias tua
- Amicitia inter pocula contracta, plerumque est vitrea
- Amicitia magis elucet inter aequales
- Amicitia, quae desinere potest, vera numquam fuit[1]
- Amicorum communia omnia
- Amicum an nomen habeas, aperit calamitas
- Amicum secreto admone, palam lauda
- Amicus amico
- Amicus certus in re incerta cernitur
- Amicus curiae
- Amicus ollaris
- Amicus omnibus, amicus nemini
- Amicus Plato, sed magis amica veritas
- Amittere legem terrae
- Amittit merito proprium qui alienum appetit
- Amor arma ministrat
- Amor crescit dolore repulsae
- Amor et deliciae humani generis
- Amor et melle et felle est fecundissimus
- Amor fati
- Amor omnibus idem
- Amor patriae nostra lex (o Amor patriae)
- Amor vincit omnia
- Amore, more, ore, re
- An debeatur
- An et quantum debeatur
- Angina pectoris
- Anglice
- Anguis in herba
- Angulus ridet
- Animae dimidium meae
- Animum debes mutare non caelum
- Animus meminisse horret
- Animus pugnandi
- Anno Domini
- Anno Mundi
- Anno regni
- Annuit cœptis
- Annus horribilis
- Annus mirabilis
- Annus terribilis
- Ante bellum
- Ante Christum natum (a.Chr.n., a.C.)
- Ante cibum
- Ante litteram
- Ante mare, undae
- Ante meridiem
- Ante mortem
- Ante prandium
- Ante rem
- Ante tempus
- Antiquo iure utor
- Antiquus amor cancer est
- Apertis verbis
- Apparatus criticus
- Appellatio ad Caesarem
- Aquae et ignis interdictio
- Aqua fortis
- Aqua pura
- Aqua regia
- Aqua vitae
- Aquae potoribus
- Aquila non capit muscas (o Aquila non captat muscas)
- Aquiris quodcumque rapis
- Arare litus
- Arbiter elegantiae (o Arbiter elegantiarum)
- Arbitror esse aliquam liberi arbitrii vim
- Arcades ambo
- Arcana imperii
- Arcanum boni tenoris animae
- Arcus senilis
- Arduus ad solem
- Argentum album
- Arguendo
- Argumentum
- Argumentum ad crumenam
- Argumentum ad hominem
- Argumentum ad nauseam
- Argumentum baculinum
- Ars est celare artem (o Ars celare artem)
- Ars gratia artis
- Ars longa, vita brevis
- Arte et labore
- Artes Fabianae
- Articulus stantis vel cadentis ecclesiae
- Artificia docuit fames
- Artis Bohemiae Amicis
- Asinus ad lyram
- Asinus asinum fricat
- Asinus in cathedra
- Asinus portans mysteria
- Aspexi terram et ecce vacua erat et nihil
- Assecuratus non quaerit lucrum sed agit ne in damno sit
- Assem habeas, assem valeas; habes, habeberis
- Astra inclinant, sed non obligant
- At pulchrum est digito monstrari et dicier: hic est!
- Auctoritas non veritas facit legem
- Auctoritas
- Audaces fortuna iuvat (o Audax fortuna iuvat)
- Audacter calumniare, semper aliquid haeret
- Audax at fidelis
- Audeamus
- Audemus iura nostra defendere
- Audendum est: fortes adiuvat ipsa Venus
- Audentes Fortuna iuvat (o Audaces fortuna iuvat)
- Audere est facere
- Audi alteram partem
- Audi, vide, tace, si tu vis vivere (o Audi, vide, tace)
- Audiatur et altera pars
- Audio hostem
- Aurea mediocritas
- Auri sacra fames
- Auribus teneo lupum
- Aurora australis
- Aurora borealis
- Aurora Musis amica est (o Aurora musis amica)
- Aurum potestas est
- Auspicium melioris aevi
- Aut aut
- Aut Caesar, aut nihil
- Aut concilio aut ense
- Aut cum scuto aut in scuto
- Aut dedere aut punire
- Aut neca aut necare
- Aut pax aut bellum
- Aut viam inveniam aut faciam
- Aut vincere aut mori
- Autor opus laudat
- Avarum est mulierum genus
- Ave atque vale
- Ave, Caesar, morituri te salutant (o Ave, Imperator, morituri te salutant)
- Ave Europa nostra vera patria
- Ave Maria
- Ave Satanas
- Avviso ad opponendum

## B
- Baculinum argumentum
- Barba crescit caput nescit
- Barba non facit philosophum
- Barba tenus sapientes
- Barbaque erat promissa
- Beata solitudo, sola beatitudo
- Beata Virgo Maria
- Beatae memoriae
- Beati monoculi in terra caecorum
- Beati mundo corde
- Beati pauperes spiritu
- Beati possidentes
- Beatus homo qui invenit sapientiam
- Beatus ille qui procul negotiis
- Beatus qui prodest quibus potest
- Bella gerunt alii, tu felix Austria nube (o Bella gerant alii, tu felix Austria nube)
- Bella matribus detestata
- Bellum omnium contra omnes
- Bellum se ipsum alet
- Bene diagnoscitur, bene curatur
- Bene vixit qui bene latuit
- Beneficia non obtruduntur
- Beneficium cedendarum actionum
- Beneficium excussionis
- Bibo ergo sum
- Bis dat, qui cito dat
- Bis in die
- Bis repetita non placent
- Bona diagnosis, bona curatio
- Bona fides contraria est fraudi et dolo
- Bona fide
- Bona notabilia
- Bona officia
- Bona patria
- Bona vacantia
- Bona valetudo melior est quam maximae divitiae
- Boni iudicis est ampliare iurisdictionem
- Boni iudicis est causas litium derimere
- Boni pastoris est tondere pecus, non deglubere
- Boni viri
- Bono malum superate
- Bononia docet
- Bonorum cessio
- Bonorum distractio
- Bonorum possessio
- Bonorum venditio
- Bonum commune communitatis
- Bonum commune hominis
- Bonum defendentis ex integra causa, malum ex quolibet defectu
- Bonum necessarium extra terminos necessitatis non est bonum
- Bonus argentarius
- Bonus malus
- Bovi clitellas imponere
- Breve et irreparabile est tempus vitae, sed famam extendere factis hoc virtutis est opus
- Brevi manu
- Brevis esse laboro, obscurus fio
- Brutum fulmen
- Busillis[2]

## C
- Cabox
- Caecus amor sui
- Caelum, non animum mutant qui trans mare currunt
- Caesar appello
- Caesar non est super grammaticos
- Caesarem vehis
- Caetera desiderantur
- Calatis comitiis
- Cane Nero magna bella persica
- Canis a non canendo
- Canis canem non est
- Cantabit vacuus coram latrone viator
- Capitis deminutio
- Captatio benevolentiae
- Captatus, bene judicatus
- Captisque res magis mentibus, quam consceleratis similis visa
- Caput imperare, non pedes
- Caput mortuum
- Caput mundi
- Caput si ius non esset
- Caput si quid sacri sancti
- Cara deum suboles
- Carere debet omni vitio qui in alterum dicere paratus est
- Carmina non dant panem
- Carpe diem
- Carpe noctem
- Carpent tua poma nepotes
- Carthago delenda est
- Casta est quam nemo rogavit
- Casta fuit, domum servavit, lanam fecit
- Castigat ridendo mores
- Casum sentit debitor
- Casus belli
- Casus foederis
- Casus fortuitus a mora excusat
- Casus irreducibilis
- Catarrhus aestivus
- Causa causae est causa causati
- Causa latet, vis est notissima
- Causa patrocinio non bona peior erit
- Causa petendi
- Causa sui
- Causam dicere
- Cave a consequentiariis
- Cave a signatis
- Cave canem
- Cave hominem unicum librum
- Cave ne cadas
- Caveant consules
- Caveant consules ne quid detrimenti respublica capiat
- Caveat emptor
- Caveat lector
- Cavenda est gloriae cupiditatis
- Cedant arma togae
- Cedant arma togae, concedat laurea laudi
- Censui et in eam ivi sententiam
- Cerebrum non habet
- Certa amittimus, dum incerta petimus
- Certum est quia impossibile est
- Cessante causa legis, cessat lex
- Ceteris paribus
- Chorda semper oberrat eadem
- Cibi condimentum est fames
- Cicero pro domo sua
- Cineri gloria sero venit
- Circaeo poculo
- Citius Altius Fortius
- Cito longe tarde
- Civis Romanus sum
- Clauditur oranti, sed panditur aula ferenti
- Clavis aurea
- Clavo clavus eicitur
- Coactus tamen voluit
- Coelo tonantem credidimus Iovem regnare
- Coelum non animum mutant qui trans mare currunt
- Cogitare et agere, sed non perficere
- Cogitationis poenam nemo patitur
- Cogito ergo sum
- Cognitio extra ordinem
- Cominus et eminus
- Commodus discessus
- Communio est mater rixarum
- Communis opinio
- Compelle intrare
- Compos mentis
- Compos sui
- Concordia civium murus urbium
- Concordia parvae res crescunt, discordia maximae dilabuntur
- Condicio iuris
- Condicio sine qua non
- Confessio est regina probatio
- Confessoria servitutis
- Consanguineus lethi sopor
- Conscientia bene altae vitae et multorum benefactorum iucundissima est
- Consensus facit nuptias
- Consequentia mirabilis
- Consilia qui dant prava cautis hominibus et perdunt operam et deridentur turpiter
- Constanter et non trepide
- Consuetudinis magna vis est
- Consuetudo altera natura est
- Consummatum est
- Contra factum non valet argumentum
- Contra legem facit qui id facit quod lex prohibet
- Contra negantem principia non disputandum
- Contra non valentem agere non currit praescriptio
- Contra potentes nemo est munitus satis
- Contra vim mortis non est medicamen in hortis
- Contraria contrariis curantur
- Conveniunt rebus nomina saepe suis[3]
- Copula mundi
- Cor unum et anima una
- Coram populo
- Corpus
- Correnti calamo
- Corruptissima re publica plurimae leges
- Crambe recocta molestior
- Cras credo, hodie nihil
- Credo quia absurdum
- Credo, ut intelligam
- Crevit Ragusia Hyblae ruinis
- Crimen annonae
- Cui bono?
- Cui plus licet quam par est, plus vult quam licet
- Cui prodest? (o Cui prodest scelus, is fecit)
- Cuique suum
- Cuius commoda, eius et incommoda
- Cuius est solum, eius est usque ad caelum et usque ad inferos
- Cuius regio, eius et religio
- Cuiusvis hominis est errare
- Culpa lata, dolo equiparatur
- Cultus muliebris non exornat corpus
- Cum feris ferus
- Cum grano salis
- Cum tacent clamant
- Cumini sector
- Cunctando regitur mundus
- Cupidine humani ingenii libentius obscura creduntur
- Cupio dissolvi
- Cur nimium adpetimus? Nemini nimium bene est
- Cur non comedis fructum istius arboris?
- Cura esse quod audis
- Cura te ipsum
- Cura, ut valeas!
- Curare cutem
- Curator ventris
- Currenti calamo
- Curriculum vitae
- Cursus honorum

## D
- Da mihi factum, dabo tibi ius
- Da ubi consistam
- Damnant quod non intellegunt
- Damnatio ad bestias
- Damnatio ad metalla
- Damnatio memoriae
- Dare pondus idonea fumo
- Dat veniam corvis, vexat censura columbas
- Date obolum Belisario
- Datio in solutum
- Datur omnibus
- Davus sum, non Oedipus
- De auditu
- De cuius
- De cuius hereditate agitur
- De dato
- De facto
- De futuro
- De gustibus non est disputandum ("De gustibus non disputandum" o più semplicemente "De gustibus")
- De iure
- De iure condendum
- De iure condito
- De lana caprina
- De medietate lunae
- De minimis non curat praetor
- De mortuis nihil nisi bonum
- De omnibus rebus et de quibusdam aliis
- De plano
- De probrum
- De profundis
- De quo
- De re
- De repetundis
- De robore solis
- De rustica progenie, semper villana fuit
- De se confesso non creditur super crimine alterius
- De stercore Ennii
- De te fabula narratur
- De tonitru credidimus Iovem
- De vi
- De visu
- Debellare superbos
- Debemur morti nos nostraque
- Decet verecundum esse adulescentem
- Decipimur specie recti
- Defecatio matutina bona tam quam medicina
- Deficit
- Dei facientes adiuvant
- Deis omnibus volentibus
- Delenda Chartago (est)
- Deligere oportet quem velis diligere
- Delirant isti romani
- Deminutio capitis
- Dente lupus, cornu taurus petit
- Dente superbo
- Deo gratias!
- Deo ignoto
- Deo Optimo Maximo o D.O.M.
- Deo Vindice
- Deorum iniuriae Diis curae
- Derideri merito potest qui sine virtute vanas excercet minas
- Desertum fecerunt et pacem appellaverunt
- Desiderata
- Desine fata deum flecti sperare precando
- Desinit in piscem
- Desinit in piscem mulier formosa superne
- Desipere in loco
- Deus caritas est
- Deus dedit, Deus abstulit: sit nomen Domini benedictum!
- Deus, ecce deus
- Deus ex machina
- Deus meumque ius
- Deus nobis haec otia fecit
- Deus non est, si Deus esset Deus non esset
- Deus sive Natura
- Deus vult!
- Di meliora piis
- Diabolus in musica
- Diameter Spherae Thau Circuli Crux orbis non orbis prosunt
- Dicamus bona verba, venit natalis ad aras
- Dicebamus hesterna die
- Dictum factum
- Diem perdidi
- Dies a quo non computatur in termino
- Dies aureo signanda lapillo
- Dies coeptus pro completo habetur
- Dies dominicus non est iuridicus
- Dies interpellat pro homine
- Dies irae
- Dies natalis
- Difficile est longum subito deponere amorem
- Difficiles nugae
- Difficilius ab honestate quam sol a cursu suo averti potest
- Dignitas delinquentis peccatum auget
- Dignus est quicum in tenebris mices
- Diligite iustitiam qui iudicatis terram
- Dimidium facti, qui coepit, habet
- Disciplitus est prioris posterior dies
- Discite iustitiam moniti, et non temnere divos
- Dissoluta negligentia prope dolum est
- Dissolve frigus ligna super foco
- Divide et impera
- Diviserunt sibi vestimenta mea
- Divitiae mutant mores, raro in meliores
- Divitiae sunt saepe obnoxiae
- Divitis hoc vitium est auri
- Do ut des
- Do ut facias
- Docendo discimus
- Docet
- Doctum doces
- Dolo desiit possidere
- Dolo petis quod mox restituturus es
- Dolus an virtus quis in hoste requirat?
- Domi militiaeque
- Dominium ex iure Quiritium
- Dominus illuminatio mea
- Dominus propitius est imperio Romano
- Domum iudicis ingredi
- Donec aliter provideatur
- Donec corrigatur
- Donec eris felix, multos numerabis amicos; tempora si fuerint nubila, solus eris
- Dramatis personae
- Ducunt volentem fata, nolentem trahunt
- Dulce bellum inexpertis
- Dulce est desipere in loco
- Dulce et decorum est pro patria mori
- Dulces moriens reminiscitur Argos
- Dulcia linquimus arva
- Dulcis in fundo[2]
- Dum excusare credis, accusas
- Dum nihil habemus maius, calamo ludimus
- Dum Romae consulitur, Saguntum expugnatur
- Dum spiro, spero
- Dum vitant stulti vitia in contraria currunt
- Dum vivis, homo vive, nam post mortem nihil est
- Duo cum faciunt idem, non est idem
- Dura lex, sed lex
- Dura necessitas

## E
- Eadem mutata resurgo
- Eadem omnibus principia sunt eademque est origo; nemo altero nobilior est, ille cui rectius ingenium sit
- E converso
- E fructu arbor cognoscitur
- E pluribus unum
- Ecce ancilla Domini
- Ecce homo
- Ecce iterum Crispinus
- Ecclesia semper reformanda
- Edamus, bibamus, gaudeamus
- Efficit insignem nimia indulgentia furem
- Ego sum qui sum
- Eheu fugaces labuntur anni
- Eiusdem furfuris
- Electa una via, non datur recursus ad alteram
- Elephas indus culices non timet
- Emptio non tollit locatum
- Emunctae naris
- Entia multiplicanda non sunt sine necessitate
- Eo ibis, quo omnia eunt
- Epicuri de grege porcum
- Epistula non erubescit
- Erga omnes
- Eripe me his, invicte, malis
- Eritis sicut dii
- Errantis nulla voluntas o Errantis nulla voluntas est
- Errare humanum est, perseverare autem diabolicum
- Errata corrige
- Error communis facit ius
- Error, conditio, votum, cognatio, crimen
- Erunt primi novissimi
- Esse eum omnium horarum
- Est! Est!! Est!!!
- Est modus in rebus
- Estote ergo prudentes sicut serpentes et simplices sicut columbae
- Estote parati
- Extrema ratio
- Et ab hic et ab hoc
- Et campos ubi Troia fuit
- Et cetera
- Et facere et pati fortia romanum est
- Et formosos saepe inveni pessimos, et turpi facie multos cognovi optimos
- Et in Arcadia ego
- Et ipsa scientia potestas est
- Et nunc reges, intelligite erudimini qui judicatis terram...
- Etiam capillus unus habet umbram suam
- Etiam periere ruinae
- Etiamsi omnes, ego non
- Etsi deus non daretur
- Eum qui cum armis venit, possumus armis repellere
- Euntes docete omnes gentes
- Eventus docet: stultorum iste magister est
- Ex
- Ex abrupto
- Ex abundantia cordis
- Ex abundantia enim cordis os loquitur
- Ex adiuvantibus
- Ex aequo
- Ex aequo et bono
- Ex ante
- Ex aspectu nascitur amor
- Ex astris, scientia
- Ex cathedra
- Ex commodo
- Ex concordia felicitas
- Ex dono
- Ex eodem ore calidum et frigum efflare
- Ex facto oritur ius
- Ex falso quodlibet
- Ex genere Achillis
- Ex informata conscientia
- Ex lege
- Ex libris
- Ex mater
- Ex me natam relinquo pugnam Leuctricam
- Ex nihilo nihil fit
- Ex nihilo omnia
- Ex novo
- Ex nunc
- Ex officio
- Ex ore parvulorum veritas
- Ex oriente lux
- Ex ovo omnia
- Ex parte creditoris
- Ex post
- Ex professo
- Ex sutore medicus
- Ex tunc
- Ex ungue leonem
- Ex voto
- Excelsior!
- Exceptio excipientis
- Exceptio plurium concubentium
- Exceptio veritatis
- Excursus vitae
- Excusatio non petita, accusatio manifesta
- Exegi monumentum aere perennius
- Exempli gratia
- Exigua est virtus praestare silentia rebus at contra gravis est culpa tacenda loqui
- Exilis nummus brevem parit missam
- Exire magnus e tugurio vir potest
- Exigua his tribuenda fides, qui multa loquuntur
- Exire est tugurio magnus vir potest, saepe est etiam sub palliolo sordido sapientia
- Exoriare aliquis nostris ex ossibus ultor
- Expende Hannibalem
- Experimentum crucis
- Experto credite o experto crede Ruperto
- Expertus metuit
- Extra Ecclesiam nulla salus
- Extra moenia
- Extra omnes
- Extrema ratio
- Ex uxore

## F
- Fabas indulcat fames
- Faber est suae quisque fortunae
- Fabricando fit faber
- Fac simile
- Faciamus experimentum in corpore vili
- Facies tua computat annos
- Facile perit amicitia coacta
- Facile est imperare aliis, difficile sibi
- Facilis descensus Averno
- Facit indignatio versum
- Facta concludentia
- Facta lex, inventa fraus
- Factotum
- Factum infectum fieri nequit (o Factum infectum fieri non potest)
- Factum principis
- Fac simile
- Fallaces sunt rerum species
- Fama crescit eundo
- Fama volat
- Famam curant multi, pauci conscientiam
- Fate vobis[2]
- Fato Metelli Romae fiunt consules
- Favete linguis
- Felicior Augusto, melior Traiano
- Felicium omnes sunt cognati
- Felix culpa
- Felix qui potuit rerum cognoscere causas
- Feriuntque summos fulmina montes
- Fervet olla, vivit amicitia
- Fervet opus
- Festina lente!
- Fiat iustitia et pereat mundus
- Fiat iustitia ne pereat mundus
- Fiat iustitia, ruat caelum
- Fiat lux
- Fiat voluntas tua
- Ficta confessio
- Fictio iuris
- Fide, sed qui, vide
- Fidus Achates
- Filios enutrivi et exaltavi;ipsi autem spreverunt me
- Finis Poloniae
- Flangar, non flectar
- Fluctuat nec mergitur
- Foenum habet in cornu
- Forma mentis
- Forma viros neglecta decet
- Formosa facies muta commendatio
- Formositas dimidium dotis
- Forsan et haec olim meminisse iuvabit
- Fortes fortuna iuvat
- Fortiter ille facit qui miser esse potest
- Fortuna caeca est
- Fortuna numquam sistis in eodem statu; semper movetur, variat et mutat vices et summa in imun vertit ac versa erigit
- Fortuna vitrea est; tum cum splendit, frangitur
- Fortunam criminis pudeat sui
- Fortunate senex
- Frangar, non flectar
- Frigido pacatoque animo
- Fructus non intelleguntur nisi deductis impensis
- Fructus sine usu esse non potest
- Frustra habet qui non utitur
- Frustra petis quod mox redditurus es
- Frustra probatur quod probatum non relevat
- Fugit irreparabile tempus
- Fumus boni iuris
- Fumus persecutionis
- Functus est munere suo
- Furor arma ministrat
- Furor Teutonicus

## G
- Gallia est omnis divisa in partes tres
- Gaudeamus igitur, iuvenes dum sumus
- Genius loci
- Genus ad speciem
- Genus irritabile vatum
- Genus numquam perit
- Germani fingunt et credunt
- Gloria in excelsis Deo
- Gloria victis
- Graeca per Ausoniae fines sine lege vagantur
- Graeca sunt, non leguntur
- Graecia capta ferum victorem cepit
- Grammatici certant et adhuc sub iudice lis est
- Grande mortalis aevi spatium
- Gratis et amore Dei
- Gratius ex ipso fonte bibuntur aquae
- Gutta cavat lapidem
- Gutta cavat lapidem non bis, sed saepe cadendo; sic homo fit sapiens bis non, sed saepe legendo
- Gutta cavat lapidem non vi, sed saepe cadendo
- Gustibus non disputandum est

## H
- Habeas corpus
- Habemus confitentem reum
- Habemus Papam
- Habent sua fata libelli
- Habere non haberi
- Habent insidias hominis blanditiae mali
- Habilis ad nuptias, habilis ad nuptiarum consequentias
- Habitat
- Haec mutatio dexterae Excelsi
- Haec olim meminisse juvabit
- Haec ornamenta mea
- Haeret lateri lethalis arundo
- Hannibal ante portas
- Hi in curribus et hi in equis
- Hic est locus ubi mors gaudet succurrere vitae
- Hic et nunc
- Hic manebimus optime
- Hic Rhodus, hic salta
- Hic sunt leones
- Historia magistra vitae
- Hoc erat in votis
- Hoc opus, hic labor
- Hodie mihi, cras tibi
- Hominem experiri multa paupertas iubet
- Homines, nihil agendo, agere consuescunt male
- Homines quod volunt credunt
- Homo doctus in se semper divitias habet
- Homo est, qui futurus est
- Homo faber fortunae suae
- Homo homini lupus
- Homo in periclum simul ac venit callidus, reperire effugium quaerit alterius malo
- Нomo ornat locum, non locus hominem
- Homo proponit, sed Deus disponit
- Homo quisque faber ipse fortunae suae
- Homo sacer
- Homo sine pecunia est imago mortis
- Homo sum, humani nihil a me alienum puto
- Honestatis fructus in conscientia quam in fama reponatur
- Honoris causa
- Honos alit artes
- Horas non numero nisi serenas
- Horresco referens
- Hosti non solum dandam esse viam ad fugiendum, sed etiam muniendam
- Hostis humani generis
- Hypotheses non fingo
- Humanum paucis vivit genus
- Humus

## I
- I vitelli dei romani sono belli
- Iam proximus ardet Ucalegon
- Ianua advocati pulsanda pede
- Ibi deficit orbis
- Ibidem
- Ibi inambulans tacitus summa papauerum capita dicitur baculo decussisse
- Ibimus, ibitis, ibunt
- Ibis redibis non morieris in bello (anche Ibis redibis non peribis in bello)
- Ibis redibis numquam peribis
- Ictu oculi
- Id est
- Id quod circumiret, circumveniat
- Id quod plerumque accidit
- Idem est non esse et non probari
- Idem sentire de re publica
- Ignis aurum probat, miseria fortes viro
- Igni ferroque
- Ignorantia iuris nocet
- Ignorantia legis non excusat (orig. ignorantia iuris)
- Ignoscito saepe alteri, numquam tibi
- Ignoti nulla cupido
- Ignoto militi
- Ignotum per ignotius
- Iliacos intra muros peccatur et extra
- Illic stetimus et flevimus quum recordaremur Sion
- Illo tempore
- Imitatio vitae
- Immota manet
- Impavidum ferient ruinae
- Imperare sibi
- Imperium in imperio
- Imperium magnum haddere est? Impera tibi
- Impossibilia nemo tenetur
- Impossibilium nulla obligatio
- Imprimatur
- Impunitas semper ad deteriora invitat
- Imputet sibi
- In albis
- In albis vestibus
- In alto loco
- In articulo mortis
- In audaces non est audacia tuta
- In camera caritatis
- In cauda venenum
- In claris non fit interpretatio
- In commendam
- In corpore vili
- In crastinum differo res severas
- In cymbalis
- In die perniciosum
- In diebus illis
- In diem addictio
- In diem vivere
- In dubiis abstine
- In dubio pro reo
- In extremis
- In facultativis non datur praescriptio
- In fieri
- In folio
- In girum imus nocte et consumimur igni
- In hoc signo vinces
- In illiquidis non fit mora
- In itinere
- In legibus magis simplicitas quam difficultas placet
- In limine litis
- In limine, in limine vitae
- In loco parentis
- In manus tuas
- In medias res
- In medio stat virtus
- In moribus est culpa, non in aetate
- In necessariis unitas, in dubiis libertas, in omnibus caritas
- In nuce
- In nullum hominem avarus bonus est, in se pessimus
- In odium fidei
- In pari causa turpitudinis, melior est condicio possidentis
- In partibus infidelium
- In pectore
- In primis
- In principatu commutando saepius nil, praeter domini nomen, mutant pauperes
- In re ipso
- In rerum natura
- In saecula saeculorum
- In se magna ruunt
- In silico
- In silvam non ligna feras insanius
- In situ
- Instrumentum regni
- In summo imperatore quattuor res inesse oportet: scientia rei militares, virtus, auctoritas, felicitas
- In tenui labor at tenuis non gloria
- In testamento voluntas testantis magis spectanda est
- In toto
- In tria tempora vita dividitur: quod fuit, quod est, quod futurum est. Ex his quod agimus breve est, quod acturi sumus dubium, quod egimus certum
- In utroque iure
- In varietate concordia
- In vestimentis non est sapientia mentis
- In vili veste nemo tractatur honeste
- In vino veritas
- In viscum volucres duci cum cantibus auceps
- In vitro
- In vivo
- Inadimplenti non est adimplendum
- Inaudita altera parte
- Incidenter tantum
- Incertae sedis
- Infandum, regina, iubes renovare dolorem
- Ingrata patria, ne ossa quidem mea habes
- Iniquum est conlapsis manum non porrigere
- Iniurias accipiendo, et gratias agendo
- Inopiae desunt pauca, avaritiae omnia ("Al povero mancano poche cose, all'avaro tutte", tratta dalle Sententiae di Publilio Siro)
- Inops potentem dum vult imitari perit
- INRI (Iesus Nazarenus Rex Iudaeorum)
- Insalutato hospite
- Insita hominibus libidine alendi de industria rumores
- Instar montis equum ("cavallo [grande] come una montagna", citazione dell'Eneide riferita al Cavallo di Troia)
- Insula in flumine nata
- Intellegenti pauca
- Intellegentior sum senibus
- Inter alia
- Inter arma enim silent leges
- Inter faeces et urinam nascimur
- Inter nos
- Inter utrumque tene medio tutissimus ibis
- Interdum dormitat bonus Homerus
- Interim
- Interpretatio contra stipulatorem
- Interpretatio Prudentium
- Intra moenia
- Intuitu personae
- Intus et foris arcora
- Intus et in cute
- Intus Nero, foris Cato
- Invecta et illata
- Inveni portum
- Inveniam viam
- Invictus maneo
- Invita Minerva
- Iocandi vel docendi causa
- Ipse dixit
- Ipso facto
- Ipso iure
- Ira furor brevis est
- Iracundiam qui vincit, hostem superat maximum
- Is de cuius hereditate agitur
- Is minimo eget mortalis qui minimun cupit
- Ita finitima sunt falsa veris, ut in præcipitem locum non debeat se sapiens committere
- Italicum acetum
- Ite missa est
- Iter legis
- Iucunda memoria est præteritorum malorum
- Iudex iuxta alligata et probata iudicare debet
- Iudex peritus peritorum
- Iura in re aliena
- Iura novit curia
- Iurare in verba magistri
- Ius dicendae primo loco sententiae
- Ius exclusivae
- Ius est ars boni at aequi
- Ius gentium
- Ius novorum
- Ius murmurandi
- Ius primae noctis
- Ius publice respondendi
- Ius superveniens
- Ius utendi et abutendi
- Ius utendi fruendi salva rerum substantia
- Ius vitae necisque
- Iussu iudicis
- Iustitia omnibus

## L
- Labor limae
- Labor omnia vincit
- Laborare est orare
- Lacrimae rerum
- Lacryma Christi
- Lapsus calami
- Lapsus linguae
- Laterem lavare
- Latet anguis in herba
- Lato sensu
- Laudator temporis acti
- Lectio difficilior potior
- Lectio magistralis
- Lege agere
- Lege artis
- Leges ab omnibus intelligi debent
- Legibus solutus
- Leonis catulum ne alas
- Levis est Fortuna: cito reposcit quod dedit
- Levius fit patientia quidquid corrigere est nefas
- Lex consumens derogat legi consumptae
- Lex dubia non obligat
- Lex, dura lex, sed lex
- Lex est araneae tela, quia, si in eam inciderit quid debile, retinetur; grave autem pertransit tela rescissa
- Lex est quod populus iubet atque constituit
- Lex moneat priusquam feriat
- Lex non promulgata non obligat
- Lex posterior derogat priori
- Lex primaria derogat legi subsidiariae
- Lex rei sitae
- Lex specialis derogat generali
- Lex superior derogat inferiori
- Lex vetat fieri, sed si factum sit non rescindit
- Liber amicorum
- Liber scriptus proferetur, in quo totum continetur
- Libertas Ecclesiastica
- Libertas, quae non in eo est ut iusto utamur domino, sed ut nullo
- Liberum vetum
- Licet mercatoribus sese invicem circumvenire
- Lippis et tonsoribus
- Litterae non dant panem
- Locus minoris resistentiae
- Locus regit actum
- Longo sed proximus intervallo
- Longum iter est per praecepta, breve et efficax per exempla
- Ludendo docere
- Lucrum cessans
- Lucidus ordo
- Lucus a non lucendo
- Lupus in fabula
- Lupus non est lupum
- Lupus ovium non curat numerum

## M
- Macte animo
- Magis ter meus asinus est
- Magister dixit
- Magistra vitae
- Magna Carta
- Magna cum laude
- Magna est vis consuetudinis
- Magna Europa est Patria Nostra
- Magna Graecia
- Magna pars
- Magnae spes altera Romae
- Magni nominis umbra
- Magnificat
- Magno cum gaudio
- Magnum opus
- Maior e longinquo reverentia
- Maiora premunt
- Maiorem fidem homines adhibent iis quæ non intelligunt
- Maiores pennas nido
- Mala fide
- Mala fides superveniens non nocet
- Mala herba cito crescit
- Mala in se
- Mala mala mala sunt bona
- Mala quia vetita
- Mala tempora currunt
- Male captus bene detentus
- Male parta, male dilabuntur
- Malitia supplet aetatem
- Malitiis non est indulgendum
- Malo periculosam libertatem quam quietum servitium
- Maluisses cloacas Augeae purgare
- Malum discordiae
- Malum est mulier sed necessarium malum
- Malum in se
- Malum prohibitum
- Malum quo communius eo peius
- Mandata principum
- Mandatum morte resolvitur
- Manibus date lilia plenis
- Mantua me genuit, Calabri rapuere, tenet nunc Parthenope; cecini pascua rura duces
- Manu militari
- Manu propria
- Manumissio
- Manus celer dei
- Manus manum lavat
- Manus multae cor unum
- Mare clausum
- Mare liberum
- Mare nostrum
- Margaritas ante porcos
- Mater artium necessitas
- Mater Dei
- Mater facit
- Mater familias
- Mater semper certa (pater autem incertus vel pater numquam) - Sulla maternità c'è sempre certezza
- Materia medica
- Materiam superabat opus
- Matutina parum cautos iam frigora mordent - Il freddo del mattino è già pungente per chi non si copre bene
- Maxima debetur puero reverentia
- Maxima debetur reverentia canis
- Maximum ius maxima iniuria
- Me vexat pede
- Mea culpa
- Mea maxima penitentia vita communis est
- Mea navis aëricumbens anguillis abundat
- Media vita in morte sumus
- Medice, cura te ipsum
- Medicus curat, natura sanat
- Medicus non accedat nisi vocatur
- Medio tutissimus ibis
- Mediolanum captum est
- Mel in ore, verba lactis, fel in corde, fraus in factis
- Meliora
- Melita, domi adsum
- Melius abundare quam deficere - Meglio in più che in meno
- Melius est reprehendant nos grammatici quam non intelligant populi
- Melius re perpensa
- Melius scitur Deus nesciendo
- Melle litus gladius
- Memento audere semper
- Memento, homo, quia pulvis es, et in pulverem reverteris
- Memento mori - Ricorda che morirai
- Memento vivere
- Meminerunt omnia amantes
- Memores acti prudentes futuri
- Memoria minuitur nisi eam exerceas - La memoria diminuisce se non la si esercita
- Mens agitat molem
- Mens et manus
- Mens rea
- Mens sana in corpore sano - Mente sana in un corpo sano
- Mente et malleo
- Mentem sanctam spontaneam honorem Deo et Patriae liberationem
- Mero et mixto imperio
- Metri causa
- Miles gloriosus
- Minatur innocentibus qui parcit nocentibus
- Minus dixit lex quam voluit
- Minus habens
- Mirabile dictu
- Mirabile visu
- Miramur ex intervallo fallentia
- Miscerique probat populos et foedera iungi
- Misera contribuens plebs
- Misera est magni custodia census
- Misera est servitus ubi ius est aut incognitum aut vagum
- Miserabile visu
- Miserere nobis
- Miserere - Abbi pietà
- Missio dei
- Missit me dominus
- Mittimus
- Mobilis in mobili
- Modus dicendi - Modo di dire
- Modus morons
- Modus operandi - Modo di fare
- Modus ponens
- Modus tollens
- Modus vivendi - Modo di vivere
- Monasterium sine libris est sicut civitas sine opibus
- Monitoribus asper
- Monstrum vel prodigium
- Montaini semper liberi
- Montis insignia calpe
- More ferarum - Come (secondo il costume de) le bestie selvagge (riferito all'atto sessuale)
- More solito
- More uxorio - Come nel matrimonio
- Moriamur pro rege nostro Maria Theresia
- Morior invictus
- Morituri nolumus mori
- Morituri te salutant - Coloro che stanno per morire ti salutano
- Mors acerba
- Mors certa, hora incerta
- Mors est ianua vitae
- Mors etiam non sufficit
- Mors omnia solvit - La morte dissolve tutto
- Mors omnibus
- Mors tua vita mea - La tua morte è la mia vita
- Mors vincit omnia
- Morte magis metuenda senectus
- Mortui vivos docent - Lascia che i morti insegnano ai vivi. Si riferisce all'uso di tessuti d'archivio, organi e musei di patologia
- Mortuum flagellas
- Mores Maiorum
- Motu proprio
- Mulgere hircum
- Mulier est hominis confusio
- Multa paucis
- Multa renascentur quae iam cecidere
- Multis e gentibus vires
- Multitudo sapientium sanitas orbis
- Multo se ipsum quam hostem superare operosius est
- Multum in parvo
- Mundae vestis electio adpetenda est homini
- Mundus senescit
- Mundus vult decipi, ergo decipiatur
- Munit haec et altera vincit
- Muta metu
- Mutantur saella animantium et quasi cursores vitai lampada tradunt
- Mutatio libelli
- Mutatis mutandis

## N
- Nasciturus pro iam nato habetur, quotiens de commodis eius agitur
- Natura abhorret a vacuo
- Natura hominibus omnia sunt paria; qui autem plus potest urget, ut saepe piscis magnus comest minutos
- Natura non facit saltus
- Naturalia non sunt turpia
- Naturali iure omnium communia sunt illa: aer, aqua profluens, et mare, et per hoc, litora maris
- Naturam expellas furca, tamen usque recurret
- Navigare necesse est, vivere non est necesse
- Ne bis in idem
- Ne cives ad arma ruant
- Ne eat iudex extra petita partium
- Ne gloriari libeat alienis bonis
- Ne in perpetuum inutiles proprietates sempre abcedente usufructu
- Ne procedat iudex ex officio
- Ne pudeat quae nescieris, te velle doceri. Scire aliquid laus est, culpa est nihil discere velle
- Ne quid nimis
- Ne supra crepidam sutor (iudicaret)
- Ne sutor ultra crepidam, v. Ne supra crepidam sutor
- Ne varietur
- Nec aspera terrent
- Nec aures me credo habere nec tango
- Nec Hercules contra plures
- Nec me pudet, ut istos, fateri nescire quod nesciam
- Nec mortale sonans
- Nec pluribus impar
- Nec plus ultra
- Nec recisa recedit
- Nec sine marsis, nec contra marsos triumphari posse
- Nec spe nec metu
- Nec te quaesiveris extra
- Nec temere, nec timide
- Nec vi, nec clam, nec precario
- Nec videar dum sim
- Necessarium est quod non potest aliter se habere
- Necesse est multos timeat quem multi timent
- Necesse habent cum insanientibus furere
- Necessitas est lex temporis o Necessitas est lex temporis et loci
- Necessitas excusat aut extenuat delicium in capitalibus
- Necessitas facit licitum quod alias non est licitum
- Necessitas inducit privilegium quam iura privata
- Necessitas non habet legem
- Necessitas quod cogit defendit
- Necessitas reducit ad moerum ius naturae
- Necessitas vincit legem
- Necessitate cogente
- Negatoria servitutis
- Neminem laedit qui suo iure utitur
- Neminem oportet esse sapientiorem legibus
- Nemini parco non risparmio nessuno
- Nemini res sua servit
- Nemnini teneri
- Nemo ad factum precise cogi potest
- Nemo ad impossibilia tenetur
- Nemo admittendus est inhabilitare se ipsum
- Nemo agit in se ipsum
- Nemo allegans suam turpitudinem audiendus est
- Nemo auditur perire volens
- Nemo auditur propriam turpitudinem allegans
- Nemo beneficia in calendario scribit
- Nemo bis punitur pro eodem delicto
- Nemo cogitur rem suam vendere, etiam justo pretio
- Nemo contra factum suum venire potest
- Nemo contra se edere tenetur
- Nemo damnatus sine judicio
- Nemo damnum facit, nisi qui id fecit quod facere jus non habet
- Nemo dat quod non habet
- Nemo debet ex aliena jactura lucrari
- Nemo ex consilio obligatur
- Nemo in propria causa testis
- Nemo iudex in causa sua
- Nemo iudex sine actore
- Nemo legem ignorare censetur
- Nemo locupletari debet cum aliena iactura
- Nemo me impune lacessit
- Nemo mortalium omnibus horis sapit
- Nemo nascitur artifex
- Nemo plus iuris ad alium transferre potest quam ipse habet
- Nemo potest duobus dominis servire
- Nemo potest ei dicere Cur ita facis?
- Nemo potest personam diu ferre
- Nemo praesens nisi intelligat
- Nemo praesumitur donare
- Nemo praesumitur malus
- Nemo pro parte testatus pro parte intestatus decedere potest
- Nemo propheta in patria
- Nemo Romanorum pacis mentionem habere dignatus est
- Nemo saltat sobrius
- Nemo sua sorte contentus
- Nemo tenetur edere contra se
- Nemo tenetur se detegere
- Neque ignorare medicum oportet quae sit aegri natura
- Neque imbellem feroces progenerant aquilae columbam
- Neque semper arcum tendit Apollo
- Nervi belli pecunia
- Nescio nomen
- Nescio vos
- Nescit vox missa reverti
- Nexi datio per aes et libram
- Nigro notanda lapillo
- Nihil admirari
- Nihil de principe, parum de Deo
- Nihil dicit
- Nihil difficile amanti
- Nihil difficile volenti
- Nihil est in intellectu quod non fuerit prius in sensu
- Nihil inimicius quam sibi ipse
- Nihil lacrima citius arescit
- Nihil mortalibus arduum est
- Nihil morte certium
- Nihil obstat
- Nihil obstat quominus imprimatur
- Nihil tam absurde dici potest quod non dicatur ab aliquo philosophorum
- Nihil sub sole novum
- Nil amori iniurium est
- Nil est dictu facilius
- Nil sine magno labore vita dedit mortalibus
- Nil sine numini
- Nimium ne crede colori
- Nisi caste saltem caute
- Nive cadente, schola vacante
- Nobilitas stultum vesti honesta virum
- Nobis Maior Prodest
- Nolenti non fit donatio
- Noli adfectare quod tibi non est datum, delusa ne spes ad querelam recidat
- Noli dolere mater, faciendur fuit
- Noli foras exire, in te ipsum redi, in interiore homine habitat veritas
- Noli me tangere
- Noli offendere Patriam Agathae quia ultrix iniuriarum est
- Noli turbare circulos meos
- Nomen nescio
- Nomen omen
- Nomina si nescis perit cognitio rerum
- Nomina sunt consequentia rerum
- Nomina sunt omina
- Nomina sunt odiosa
- Nomine factuque
- Non agit, sed agitur
- Non bene cum sociis regna Venusque manent
- Non cuivis homini contingit adire Corinthum
- Non decet
- Non erat his locus
- Non exiguum temporis habemus, sed multum perdidimus
- Non expedit
- Non fui, fui, non sum, non curo
- Non ignara mali, miseris succurrere disco
- Non in commotione Dominus
- Non iure rogatae
- Non licet omnibus adire Corinthum
- Non liquet
- Non multa, sed multum
- Non nobis Domine, non nobis, sed nomini tuo da gloriam
- Non nobis solum nati sumus
- Non nova sed nove
- Non olet
- Non omne quod licet honestum est
- Non omnia possumus omnes (anche: Non omnes pussumus omnia)
- Non omnis moriar
- Non pars quanta, sed pars quota
- Non plus ultra
- Non possumus
- Non scholae, sed vitae discimus
- Non semper temeritas est felix
- Non sequitur
- Non sunt amici qui degunt procul
- Non ut edam vivo, sed ut vivam edo
- Non vestimentum virum ornat, sed vir vestimentum
- Non vi no vini sed vi no aquae
- Non vi sed virtute domatur
- Non vivere bonum est, sed bene vivere
- Non, nisi parendo, vincitur
- Nondum amabam, et amare amabam
- Nondum matura est, nolo acerbam sumere
- Nosce te ipsum!
- Nove sed non nova
- Nulla dies sine linea
- Nulla est excusatio peccati, si amici causa peccaveris
- Nulla est medicina sine lingua Latina
- Nulla fides unquam miseros eligit amicos
- Nulla nimium credite
- Nulla poena sine lege
- Nulla quaestio
- Nulla regula sine exceptione
- Nulla res tam necessaria est quam medicina
- Nullast tam facilis res quin difficilis siet, quam invitus facias
- Nulli nocendum: siquis vero laeserit, multandum simili iure
- Nullius in verba
- Nullum crimen, nulla poena sine praevia lege poenali
- Nullum esse librum tam malum, ut non aliqua parte prodesset
- Nullus ad amissas ibit amicus opes
- Nullus amor est sanabilis herbis
- Nullus dolor est quem non longinquitas temporis minuat ac molliat
- Numera stellas si potes
- Numero Deus impare gaudet
- Nunquam ad liquidum fama perducitur
- Numquam est fidelis cum potente societas
- Numquam minus solus quam cum solus
- Numquam nega raro adfirma
- Nunc aut numquam
- Nunc est bibendum
- Nunc stans

## O
- O felix culpa
- O fortuna, velut luna statu variabilis, semper crescis aut decrescis
- O fortunatos nimium sua si bona norint, agricolas
- O lente lente currite noctis equi
- O miseras hominum mentes, o pectora caeca!
- O quanta species!...cerebrum non habet
- O sancta simplicitas!
- O tempora, o mores!
- O Tite tute Tati tibi tanta tyranne tulisti
- Obesse nulli prodesse multis[4]
- Ob non solutos canones
- Obiter dictum
- Obligatio est iuris vinculum quo, necessitate, adstringimur alicuius solvendae rei, secundum nostrae civitatis iura
- Obscuris vera involvens
- Obsequio quoniam dulces retinetur amici
- Obsequium amicos, veritas odium parit
- Obtorto collo
- Oculi plus vident quam oculus
- Oculi sunt in amore duces
- Oculum pro oculo dentem pro dente
- Oderint dum metuant
- Odi et amo
- Odi profanum vulgus
- Oleum et operam perdidi
- Omissis
- Omne ignotum pro magnifico
- Omne solum forti patria est
- Omne trinum est perfectum
- Omne tulit punctum, qui miscuit utile dulci
- Omne vivum ex ovo
- Omnem locum sapienti viro patriam esse
- Omnes feriunt
- Omnes homines sibi sanitatem cupiunt, saepe autem omnia, quae valetudini contraria sunt, faciunt
- Omnes mortales sese laudarier optant
- Omnes sibi malle melius esse quam alteri
- Omnis comparatio claudicat
- Omnia fert aetas
- Omnia fui nihil expedit
- Omnia immunda immundis
- Omnia mala, proba, flagitia quae homines faciunt in duabus rebus sunt, malitia atque nequitia
- Omnia mea mecum porto
- Omnia munda mundis
- Omnia mutantur, nihil interit
- Omnia nobis licent sed non expediunt
- Omnia probate, quod bonum est tenete
- Omnia serviliter pro dominatione
- Omnia summa consecutus es, virtute duce, comite fortuna (Cicerone)[5][6]
- Omnia sunt communia
- Omnia tempus habent
- Omnia transibunt, nos ibimus, ibitis, ibunt, cari et non cari, condicione pari
- Omnia vincit amor
- Omnis ars naturae imitatio est
- Omnium artium medicina nobilissima est
- Omnium horarum amicos
- Onus probandi incumbit actori
- Ope legis
- Opera omnia
- (Opera) quae exstant
- Opes quas desideris solas semper habebis
- Oportet ut scandala eveniant
- Optimum medicamentum quies est
- Opus incertum
- Ora et labora
- Ora pro nobis
- Ordo salutis
- Orare labora est
- Ore rotundo
- Otium cum dignitate
- Otium est morbus
- Oves et boves

## P
- Pacta sunt servanda (semper)
- Pactum de non petendo
- Pactum displicentiae
- Pactum sceleris
- Palma res
- Panem et circenses
- Par condicio creditorum
- Parce sepulto
- Parcere subiectis et debellare superbos
- Pares cum paribus facillime congregantur
- Paritur pax bello
- Pars major trahit ad se minorem
- Parturient montes, nascetur ridiculus mus
- Parva domus, magna quies
- Parva sed apta mihi
- Passim
- Pate legem quam ipse fecisti
- Pater familias
- Patientia animi occultas divitias habet
- Patria est ubicumque est bene
- Patriam, parentes, natos, castas coniuges defendite armis; hostem ferro pellite
- Pauca sed bene confusa sophismata
- Pauci vero electi
- Paulo maiora canamus
- Paupertas impulit audax
- Paupertatis onus patienter ferre memento
- Pax aluit vites
- Pax melior est quam iustissimum bellum
- Pax tibi
- Pecunia non olet
- Pecunia, si uti scis, ancilla est, si nescis, domina
- Pecunia viro, no vir pecuniae
- Pecuniam magnam bono modo invenire
- Pedibus calcantibus
- Per ardua ardens
- Per ardua ad astra
- Per aspera ad astra
- Per aspera ad veritatem
- Per compulsum
- Per crucem ad lucem
- Per diem
- Per fas et nefas
- Per me civitas Catanensium sublimatur a Christo
- Per nuntium, quasi per litteras
- Per os
- Per quae peccat quis, per haec et torquetur
- Per scientiam ad salutem aegroti
- Per spinas ad rosas
- Per tabulas
- Per vim latae
- Peras imposuit Iuppiter nobis duas
- Perficient superi
- Periculum in mora
- Perinde ac cadaver
- Perito in sua materia credendum est
- Personae non gratae (plurale di Persona non grata)
- Pertransiit benefaciendo
- Petitum
- Philosophum non facit barba
- Pietatem colite
- Plaudite cives
- Plenus venter non studet libenter
- Pluralis maiestatis
- Pluralitas non est ponenda, sine necessitate
- Plures crapula quam gladius perdidit
- Plurima mortis imago
- Plus Ultra
- Plus valet quod agitur quam quod simulate concipitur
- Pollice verso
- Poenae mora longa
- Porro, quirites, libertatem perdimus
- Possideo quia possideo
- Post cenam non stare sed mille passus meare
- Post Christum natum (p. Chr.n., d.C.)
- Post equitem sedet atra cura
- Post eventum
- Post fata resurgo
- Post hoc ergo propter hoc
- Post meridiem
- Post mortem
- Post mortem nihil est
- Post nubila Phœbus
- Post prandium aut stabis aut lente deambulabis
- Post prandium stabis, post coenam ambulabis
- Post rem
- Post scriptum
- Potius sero quam numquam
- Praedia vicina esse debent
- Praesente medico nihil nocet
- Praesumptio iuris et de iure
- Praesumptio iuris tantum
- Praevenire melius est quam praeveniri
- Prima digestio fit in ore
- Prima persona incipt ab ego
- Primum non nocere
- Primum vivere, deinde philosophari
- Primus in orbe deos fecit timor
- Primus inter pares
- Principiis obsta
- Principium dulce est, at finis amoris amarus; laeta venire Venus, tristis abire solet (Iohannes Audoenus)
- Prior in tempore, potior in iure
- Privilegia ne irroganto
- Pro aris et focis
- Probatis extremis media praesumuntur
- Pro bono
- Pro bono pacis
- Pro capite
- Pro die
- Pro domo sua
- Pro forma
- Pro loco
- Pro manibus
- Pro memoria
- Pro patria
- Pro rata temporis
- Pro re nata
- Pro soluto
- Pro solvendo
- Pro tempore
- Pro veritate
- Procurator omnium bonorum
- Promoveatur ut amoveatur
- Provocatio ad populum
- Proximus sum egomet mihi
- Prudentia est ornamentum virorum
- Publicae rei salutem sibi immortalitatem compararunt
- Pulsate et aperietur vobis
- Pulvis et umbra sumus
- Punica fides
- Punitur quia peccatum est/Punitur ne peccetur

## Q
- Qua decet sanitate rerum magnae parenti reddimur
- Quae communiter possidentur communiter negliguntur
- Qualis artifex pereo!
- Qualis pater, talis filius
- Qualis rex, talis grex
- Quam scit libens exerceat artem
- Quandoque bonus dormitat Homerus
- Quantum aequum et bonum videtur
- Quantum mutatus ab illo!
- Quantum oculis, animo tam procul ibit amor
- Quasi vero quidquam sit tam valde, quam nil sapere vulgare
- Quem di diligunt adulescens moritur
- Querela nullitatis
- Qui autem invenit illum invenit thesaurum
- Qui bene latet bene vivit
- Qui certat de damno vitando
- Qui certat de lucro captando
- Qui dormit non peccet
- Qui facere quae non possunt verbis elevant, adscribere hoc debebunt exemplum sibi
- Qui fert malis auxilium post tempus dolet
- Qui gladio ferit gladio perit
- Qui habet aures audiendi audiat
- Qui in pergula natus est, aedes non somniatur
- Qui in re illicita versatur, tenetur etiam pro casu
- Qui iure suo utitur, neminem laedit
- Qui pretium meriti ab improbis desiderat, bis peccat
- Qui pro quo Quid pro quo
- Qui rogat, non errat
- Qui scribit, bis legit
- Qui sine peccato est vestrum primus lapidem mittat
- Qui tacet, consentire videtur o Qui tacet consentire videtur, si loqui debuisset ac potuisset
- Qui tacet consentit
- Qui timet paupertatem, quam timendus est
- Qui vincit non est victor nisi victus fatetur
- Qui vult dare parva non debet magna rogare
- Quia suam uxorem etiam suspicione vacare vellet
- Quicquid dare facere oportet
- Quid deinde fit?
- Quid est veritas?
- Quid juris?
- Quid noctis?
- Quid non mortalia pectora coges, auri sacra fames
- Quid novi?
- Quid pluris
- Quid Saulus inter prophetas?
- Quidquid accipitur, ad modus accipientis, accipitur
- Quidquid agis, prudenter agas, et respice finem
- Quidquid delirant reges plectuntur Achivi
- Quidquid discis, tibi discis
- Quidquid facis cum virtute, facis cum gloria
- Quidquid id est timeo puellas et oscula dantes
- Quidquid inaedificatur solo cedit
- Quidquid latine dictum sit, altum videtur
- Quidquid micat non est aurum
- Quidquid sub terra est, in apricum proferet aetas
- Quieta non movere et mota quietare
- Quis amicior quam frater fratri?
- Quis custodiet ipsos custodes?
- Quis fuit primus horrendos qui protulit enses?
- Quis quid ubi quibus auxiliis cur quomodo quando?
- Quis tulerit Gracchos de seditione querentes?
- Quis ut Deus?
- Quisquis adest, faveat
- Quoad valetudinem
- Quoad vitam
- Quo citius rursum natura perempta resolvat da tua purganti membra cremanda rogo
- Quod act necessarium est licitum
- Quod Deus avertat
- Quod differtur non aufertur
- Quod di prius omen in ipsum convertant
- Quod erat demonstrandum (oppure Q.E.D., Quod demonstrandum erat, Q.D.E.)
- Quod evidens est argumentum, liberum arbitrium esse merum mendacium
- Quod legibus non vetatur, lecitus est
- Quod licet Iovi non licet bovi
- Quod medicina aliis, aliis est acre venenum
- Quod non ascendam?
- Quod non est in actis non est in mundo
- Quod non est in registro non est in mundo
- Quod non facio pro otio, faciam quidem pro negotio
- Quod non fecerunt barbari, fecerunt Barberini
- Quod nullum est non potest tractu temporis convalescere
- Quod omnes tangit ab omnibus approbari debet
- Quod scripsi, scripsi
- Quod Siculis placuit, sola Sperlinga negavit
- Quod sine die debetur, statim debetur
- Quod tentabam dicere versus erat
- Quod tibi deerit, a te ipso mutuare
- Quod tibi fieri non vis, alteri ne feceris
- Quondam
- Quorum
- Quos vult Iupiter perdere dementat prius
- Quot capita tot sententiae
- Quot homines, tot sententiae
- Quousque tandem abutere, Catilina, patientia nostra? (o, semplicemente, Quo usque tandem abutere patientia nostra)
- Quo vadis?
- Quum olla male fervet, amici de medio

## R
- Radix malorum est cupiditas
- Ramis recisis altius
- Rara avis
- Rara avis in terris nigroque simillima cycno
- Rari nantes in gurgite vasto
- Rebus sic stantibus
- Recte valere et sapere, duo bona vitae sunt
- Rectius
- Redde rationem
- Reddis cellis regis arcis
- Reddite quae sunt Caesaris Caesari et quae sunt Dei Deo
- Reductio ad absurdum
- Reductio ad aequitatem
- Reductio ad Hitlerum[2]
- Reductio ad unum
- Refugium Peccatorum
- Regnare nolo liber ut non sim mihi
- Regnat populus
- Relata refero
- Relinquo vos liberos ab utroque homine
- Rem tene, verba sequentur
- Repente dives factus est nemo bonus
- Repetita iuvant
- Repetitio est mater studiorum
- Requiescat in pace
- Res ad Triarios rediit
- Res communis omnium
- Res inter alios acta, tertium neque nocet neque prodest
- Res inter alios vel judicata, aliis nec nocet nec prodocet
- Res ipsa loquitur, tabula in naufragio
- Res iudicata
- Res iudicata facit de albo nigrum
- Res iudicata pro veritate habetur
- Res magnae gestae sunt
- Res nullius
- Res perit domino
- Res sacra miser
- Res transit cum onere suo
- Resoluto iure dantis, resolvitur et ius accipientis
- Respice finem
- Rete non tenditur milvio
- Reus in excipiendo fit actor
- Rex est qui metuit nihil, rex est quique cupiet nihil, hoc regnum sibi quisque dat
- Res mixtae
- Ridentem dicere verum: quid vetat?
- Rigor mortis
- Risum teneatis, amici?
- Risus abundat in ore stultorum
- Risus non risus est
- Roma caput mundi
- Roma locuta, causa finita
- Romani ite domum
- Rubrica legis non est lex

## S
- Saepe enim causa moriendi est timide mori
- Saepe est etiam sub palliolo sordido sapientia
- Saepe minus faciunt homines qui magna minantur
- Saepe morborum gravium exitus incerti sunt
- Saepe olim amanti amare semper nocuit
- Salus aegroti suprema lex
- Salus per aquam (o S.P.A.)
- Salus populi suprema lex esto
- Salvis iuribus
- Sancta Sanctorum
- Sanitatis patrocinium est, insanientium turba
- Sapere aude
- Sapientis est mutare consilium
- Satis elucet maiorem habere vim ad discendum liberam curiositatem quam meticulosam necessitatem
- Satis est equitem mihi plaudere
- Sator arepo tenet opera rotas
- Satura castigat ridendo mores
- Satura quidem tota nostra est
- Scientia potentia est
- Scio nihil scire
- Semel abbas, semper abbas
- Semel emissum volat irrevocabile verbum
- Semel heres, semper heres
- Semel in anno licet insanire
- Semper fidelis
- Semper homo bonus tiro est
- Semper idem
- Semper magnae fortunae comes adest adulatio
- Senatores boni viri, senatus mala bestia
- Senatus consultum ultimum
- Senatus Populusque Romanus (o S.P.Q.R.)
- Sensus plenior
- Sententia quae in rem judicatam transit, pro veritate habetur
- Septem convivium, novem convicium
- Sera parsimonia in fundo est
- Sero venientibus ossa
- Serva ordinem et ordo servabit te
- Servi sunt; immo homines
- Servitus altius non tollendi
- Servitus in faciendo consistere nequit, tantummodo in patiendo, aut in non faciendo
- Sesquipedalia verba
- Si bursae parcas, fuge papas et patriarchas
- Si decem habeas linguas, mutum esse addecet
- Si Deus pro nobis, quis contra nos?
- Si hoc legere scis, nimium eruditionis habes
- Si isti et ille, cur non ego?
- Si isti et istae, cur non ego?
- Si iuxta claudum habites, claudicare disces
- Si non caste, saltim caute
- Si non caste, tamen caute
- Si nos coleos haberemus
- Sint ut sunt aut non sint
- Si paradisus est in terris, paradisus est in bibliothecis
- Si parva licet componere magnis
- Si quaeris peninsulam amoenam circumspice
- Si quando turpe non sit, tamen non est non turpe quum id a moltitudine laudetur
- Si succiderit de genu pugnat
- Si tacuisses, philosophus mansisses
- Si uno adhuc proelio Romanos vincemus, funditus peribimus!
- Si vera sunt ea quae complexa es
- Si vis amari, ama
- Si vis pacem, para bellum
- Si vis pacem, para iustitiam
- Sic
- Sic canibus catulos similes, sic matribus haedos / noram, sic parvis componere magna solebam
- Sic et simpliciter
- Sic me vivere, sic iuvat perire
- Sic parvis magna
- Sic semper tyrannis
- Sic stantibus rebus
- Sic transit gloria mundi
- Sic vos non vobis
- Sies baraos trapolorum[2]
- Silent enim leges inter arma
- Silentium aurum est
- Silicet exemplis in parvo grandibus uti
- Silicet parva componere magnis
- Similia similibus curantur
- Similes cum similibus
- Simul stabunt vel simul cadent
- Sine captivis
- Sine Cerere et Libero friget Venus
- Sine cura
- Sine die
- Sine ira et studio
- Sine labore non erit panis in ore
- Sine materia
- Sine metu, nulla audacia
- Sine populo
- Sine pretio, nulla venditio
- Sine qua non
- Sine sole sileo
- Sine spe ac metu
- Sine ullo dubio
- Sinite parvulos venire ad me et nolite vetare eos
- Sit tibi terra levis
- Societas delinquere non potest
- Societas unius negotii
- Sol lucet omnibus
- Soli Deo gloria
- Solve et repete
- Spe meliori amittitur bonum
- Spe salvi facti sumus
- Species inquirenda
- Specimen
- Spes contra spem
- Spes ultima dea
- Spina etiam grata est si spectatur rosa
- Spoliatus ante omnia restituendus
- Stabat Mater
- Stare decisis
- Stat Crux dum volvitur orbis
- Stat rosa pristina nomine, nomina nuda tenemus
- Stat sua cuique dies
- Status confessionis
- Status quo
- Status quo antes
- Statutum est hominibus semel mori
- Stomachor omnia
- Stricto sensu
- Stultitiam simulare loco prudentia summa est
- Stultum est dicere: putabam
- Stultum me fateor (liceat concedere veris)
- Stultus quoque si taquerit, sapiens reputabitur
- Sua sponte
- Sub condicione
- Sub iudice
- Sub poena
- Sub rosa
- Sub specie aeternitatis
- Sub voce
- Subdolis ite obviam
- Sublata causa, tollitur effectus
- Sufficit Diei malitia sua
- Sui generis
- Sui iuris
- Summum ius, summa iniuria
- Sunt certi denique fines,quos ultra citraque, nequi consistere rectum
- Sunt lacrimae rerum
- Superficies solo cedit
- Superior stabat lupus
- Supplicium ultimum seu capitale
- Supremum vale
- Sursum corda!
- Suspice, etiam si decidunt, magna conantes
- Sutor, ne ultra crepidam!
- Suum cuique placet
- Suus rex reginae placet

## T
- Tabula gratulatoria
- Tabula rasa
- Talis pater, talis filius
- Tam deest avaro quod habet, quam quod non habet
- Tam diu Germania vincitur
- Tam dixit quam voluit
- Tamquam non esset
- Tanti est exercitus, quanti imperator
- Tanto nomini nullum par elogium
- Tantum devolutum quantum appellatum
- Tantum religio potuit suadere malorum
- Tantundem eiusdem generis
- Tarde venientibus ossa
- Taxon inquirendum
- Te ipsum concute
- Te lucis ante terminum
- Temet nosce
- Tempora mutantur et nos mutamur in illis
- Temporalia ad agendum, perpetua ad excipiendum
- Tempus edax rerum
- Tempus fugit
- Tempus fugit ad significandum expediunt
- Tempus lugendi
- Tempus regit actus
- Terminus post quem
- Tertium non datur
- Tertius e caelo cecidit Cato
- Testa est rupta, sine iure caro amico traditor
- Testa recens diu odorem vini sernabit, quo semec imbuta
- Testis unus, testis nullus
- Textus receptus
- Tibi mitto navem prora puppique carentem
- Timeo Danaos et dona ferentes
- Timeo hominem unius libri
- Tot capita, tot sententiae
- Tota erras via
- Tota pulchra
- Totus tuus
- Tres faciunt collegium (o Tres faciunt societatem)
- Tu Marcellus eris
- Tu quoque
- Tu quoque Brute fili mi
- Tunc tua res agitur, paries cum proximus ardet

## U
- Ubi amici, ibidem opes
- Ubi bene, ibi patria
- Ubi caritas et amor, Deus ibi est
- Ubi commoda, ibi incommoda
- Ubi concordia, ibi victoria
- Ubi deficiunt equi, troctant aselli
- Ubi dubium, ibi libertas
- Ubi eadem legis ratio, ibi eadem legis dispositio
- Ubi feuda, ibi demania
- Ubi fumus, ibi ignis
- Ubi leonis pellis deficit, vulpina induenda est
- Ubi lex voluit dixit, ubi noluit tacuit
- Ubi maior minor cessat
- Ubi mel ibi apes
- Ubi ordo, ibi pax et decor; ubi pax et decor, ibi laetitia
- Ubi periculum
- Ubi Petrus ibi Ecclesia
- Ubi pus, ibi evacua
- Ubi societas, ibi ius
- Ubi solitudinem faciunt, pacem appellant
- Ubi tu Gaius, ibi ego Gaia
- Ultra posse nemo obligatur
- Ulula cum lupis, cum quibus esse cupis
- Ultima ratio regum
- Ultra dimidium
- Ultra vires
- Umbra suam metuit
- Una hirundo non facit ver
- Una res est in obligatione, duae autem in solutione
- Una salus victis, nullam sperare salutem
- Una tantum
- Unguibus et rostro
- Unicuique suum
- Una nota super la, semper est canendum fa
- Uno pro puncto caruit Martinus Asello (anche Ob solum punctum caruit Martinus Asello)
- Unum castigabis, centum emendabis
- Unus homo, nullus homo
- Unus inter pares
- Unus omnium parens mundus est
- Unus testis, nullus testis
- Urbi et orbi
- Usufructus est ius alienis rebus utendi fruendi, salva rerum substantia
- Usque ad effusionem sanguinis
- Usque ad finem
- Usque ad finem et ultra comites
- Usque ad infera, usque ad coelum
- Usque ad mortem
- Usque ad sidera, usque ad inferos
- Usque tandem
- Usus magister est optimus
- Usus sine fructu
- Ut ameris, amabilis esto
- Ut desint vires, tamen est laudanda voluntas
- Ut pictura poësis
- Ut sementem feceris, ita metes
- Ut res magis valeat quam pereat
- Ut sis nocte levis, sit cena brevis!
- Uti lingua nuncupassit, ita ius esto
- Utile per inutile non vitiatur
- Ut supra

## V
- Vacatio legis
- Vade retro Satana
- Vae victis
- Valet ima summis mutare
- Valet otium suum
- Valeo si vales
- Vanitas vanitatum et omnia vanitas
- Vare, Vare, redde mihi legiones meas!
- Variatio delectat
- Varium et mutabile semper femina
- Velle est posse
- Veni, vidi, vici
- Venia aetatis
- Ventis secundis, tene cursum
- Verae amicitiae sempiternae sunt
- Verba docent, exempla trahunt
- Verba sine penu et pecunia
- Verbatim
- Verba volant, scripta manent
- Vere Papa mortuus est
- Veritas filia temporis
- Veritas odium parit
- Vestigia terrent
- Vestis virum facit
- Veta gallina bonum ius facit
- Vexata quaestio
- Vi veri universum vivus vici
- Via crucis
- Viator, quod tu es, ego fui; quod sum, et tu eris
- Vice versa
- Victrix causa diis placuit sed victa Catoni
- Vigilantibus non dormientibus iura succurrunt
- Videantur sane, ne affirmentur modo
- Video meliora proboque deteriora sequor
- Videre nostra mala non possumus, alii simul delinquunt, censores sumus
- Vilicus ne sit ambulator
- Vim vi repellere licet
- Vincere scis, Hannibal, victoria uti nescis
- Vincit qui patitur
- Vinculum amoris est idem velle
- Vindica te tibi
- Vinum et musica laetificant cor
- Vir bonus dicendi peritus
- Virgo intacta
- Vires acquirit eundo
- Viribus unitis
- Virtus unita fortior
- Virtute siderum tenus
- Vis comica
- Vis, consili expers, mole ruit sua
- Vis experiri amicum? Calamitosus fias
- Vis grata puellae
- Vis maior
- Vita brevis, ars longa, occasio praeceps, experimentum periculosum, iudicium difficile
- Vita mortorum est in memoria vivorum
- Vita mutatur non tollitur
- Vita non est vivere sed valere
- Vitam inpendere vero
- Vitiantur et vitiant o Vitiantur sed non vitiant
- Vivas ut possis, quando non quis ut velis
- Vivere est cogitare
- Vivere militare est
- Vivit sub pectore vulnus
- Volenti non fit iniuria
- Vota superis reddite
- Vox clamantis in deserto
- Vox populi vox dei
- Vox servi Dei in dubio audire oportet
- Vulgare amici nomen, sed rara est fides
- Vulgus vult decipi, ergo decipiatur
- Vulnerant omnes, ultima necat
- Vulpes et uva
- Vulpes pilum mutat, non mores